# Apocheiridium cavicola
Apocheiridium cavicola es una especie de arácnido del orden Pseudoscorpionida de la familia Cheiridiidae.

## Distribución geográfica
Se encuentra en la Isla Ascensión (África).